# Pallavolo Hermaea 2021-2022
Questa voce raccoglie le informazioni riguardanti la Pallavolo Hermaea nelle competizioni ufficiali della stagione 2021-2022.

## Stagione
Nella stagione 2021-22 la Pallavolo Hermaea assume la denominazione sponsorizzata di Volley Hermaea Olbia.
Partecipa per la ottava volta alla Serie A2 terminando il girone A della regular season di campionato al sesto posto in classifica; nei play-off promozione viene eliminata agli ottavi di finale dalla Mondovì.
Termina il girone di andata della regular season al sesto posto in classifica e partecipa alla Coppa Italia di Serie A2 dove viene sconfitta agli ottavi di finale dalla Talmassons.

## Organigramma
Area direttiva
- Presidente: Piergiorgio Marcelli

Area tecnica
- Allenatore: Dino Guadalupi
- Allenatore in seconda: Giuseppe Garbellini
- Scout man: Antonio D'Ambrosio

Area sanitaria
- Preparatore atletico: Antonio La Licata

## Rosa
| N° | Nome               | Ruolo | Data di nascita   | Nazionalità sportiva |
| -- | ------------------ | ----- | ----------------- | -------------------- |
| 1  | Karin Barbazeni    | C     | 24 febbraio 1999  | Italia               |
| 2  | Veronica Allasia   | P     | 21 giugno 2000    | Italia               |
| 3  | Cindy Lee Fezzi    | S     | 3 gennaio 1997    | Italia               |
| 4  | Kristiine Miilen   | S     | 4 dicembre 1996   | Estonia              |
| 7  | Sofia Renieri      | O     | 24 luglio 1997    | Italia               |
| 11 | Eleonora Minarelli | S     | 26 settembre 2003 | Italia               |
| 13 | Ilaria Maruotti    | S     | 22 febbraio 1994  | Italia               |
| 14 | Giorgia Caforio    | L     | 16 settembre 1994 | Italia               |
| 15 | Arianna Severin    | P     | 15 gennaio 2002   | Italia               |
| 16 | Camilla Gerosa     | C     | 13 settembre 2001 | Italia               |
| 17 | Silvia Formaggio   | S     | 26 settembre 2000 | Italia               |
| 18 | Maria Babatunde    | C     | 3 aprile 1998     | Italia               |

## Mercato
| Acquisti | Acquisti         | Acquisti          | Acquisti   |
| R.       | Nome             | da                | Modalità   |
| -------- | ---------------- | ----------------- | ---------- |
| P        | Veronica Allasia | Olympia Voltri    | definitivo |
| C        | Maria Babatunde  | Assitec           | definitivo |
| C        | Karin Barbazeni  | Talmassons        | definitivo |
| S        | Cindy Lee Fezzi  | Capo d'Orso Palau | definitivo |
| S        | Silvia Formaggio | Capo d'Orso Palau | definitivo |
| C        | Camilla Gerosa   | Offanengo         | definitivo |
| S        | Ilaria Maruotti  | Helvia Recina     | definitivo |
| S        | Kristiine Miilen | Vandœuvre Nancy   | definitivo |
| O        | Sofia Renieri    | Helvia Recina     | definitivo |
| P        | Arianna Severin  | CUS Torino        | definitivo |

| Cessioni | Cessioni            | Cessioni         | Cessioni   |
| R.       | Nome                | a                | Modalità   |
| -------- | ------------------- | ---------------- | ---------- |
| C        | Sara Angelini       | Altino           | definitivo |
| C        | Jenny Barazza       | -                | ritirata   |
| P        | Letizia Ciani       | ?                | ?          |
| S        | Salimatou Coulibaly | Adolfo Consolini | definitivo |
| S        | Martina Ghezzi      | Helvia Recina    | definitivo |
| S        | Jessica Joly        | Pinerolo         | definitivo |
| O        | Piia Korhonen       | Venelles         | definitivo |
| C        | Aurora Poli         | Assitec          | definitivo |
| P        | Martina Stocco      | Trentino Rosa    | definitivo |
| O        | Irene Zonta         | Aragona          | definitivo |

## Risultati

### Serie A2

#### Girone di andata
| 1ª Giornata - 10 ottobre 2021 Palestra Comunale, Golfo Aranci  | Hermaea           | 3 - 2 | Aragona          | 20-25, 20-25, 25-21, 25-21, 15-12 |
| 3ª Giornata - 24 ottobre 2021 Palestra Comunale, Golfo Aranci  | Hermaea           | 3 - 0 | Academy Sassuolo | 25-20, 25-19, 25-14               |
| 4ª Giornata - 31 ottobre 2021 PalaGeorge, Montichiari          | Millenium Brescia | 3 - 0 | Hermaea          | 25-19, 25-15, 25-17               |
| 5ª Giornata - 3 novembre 2021 Palestra Comunale, Golfo Aranci  | Hermaea           | 2 - 3 | Assitec          | 14-25, 25-17, 25-23, 22-25, 14-16 |
| 6ª Giornata - 7 novembre 2021 PalaCosta, Ravenna               | Olimpia Teodora   | 3 - 2 | Hermaea          | 25-17, 23-25, 25-17, 22-25, 15-11 |
| 7ª Giornata - 14 novembre 2021 Palestra Comunale, Golfo Aranci | Hermaea           | 3 - 0 | Altino           | 25-18, 25-17, 25-16               |
| 8ª Giornata - 17 novembre 2021 PalaBellina, Marsala            | Marsala           | 3 - 1 | Hermaea          | 19-25, 25-22, 25-22, 25-21        |
| 9ª Giornata - 21 novembre 2021 Geopalace, Olbia                | Hermaea           | 3 - 0 | Adolfo Consolini | 25-21, 25-21, 25-21               |
| 10ª Giornata - 28 novembre 2021 PalaBorsani, Castellanza       | Futura Giovani    | 2 - 3 | Hermaea          | 25-12, 25-16, 21-25, 13-25, 10-15 |
| 11ª Giornata - 5 dicembre 2021 Geopalace, Olbia                | Hermaea           | 3 - 0 | Helvia Recina    | 25-19, 25-19, 25-19               |

#### Girone di ritorno
| 12ª Giornata - 19 dicembre 2021 PalaMoncada, Porto Empedocle                      | Aragona          | 1 - 3 | Hermaea           | 20-25, 25-23, 18-25, 19-25        |
| 14ª Giornata - 18 febbraio 2022 Palestra Santissima Consolata, Sassuolo           | Academy Sassuolo | 3 - 1 | Hermaea           | 27-25, 25-20, 12-25, 25-19        |
| 15ª Giornata - 2 febbraio 2022 Geopalace, Olbia                                   | Hermaea          | 0 - 3 | Millenium Brescia | 23-25, 18-25, 19-25               |
| 16ª Giornata - 23 febbraio 2022 PalaIaquaniello, Sant'Elia Fiumerapido            | Assitec          | 1 - 3 | Hermaea           | 25-17, 18-25, 21-25, 20-25        |
| 17ª Giornata - 30 gennaio 2022 Geopalace, Olbia                                   | Hermaea          | 2 - 3 | Olimpia Teodora   | 23-25, 25-17, 25-16, 14-25, 8-15  |
| 18ª Giornata - 6 febbraio 2022 Palazzetto dello Sport, Lanciano                   | Altino           | 0 - 3 | Hermaea           | 18-25, 14-25, 22-25               |
| 19ª Giornata - 12 febbraio 2022 Geopalace, Olbia                                  | Hermaea          | 2 - 3 | Marsala           | 20-25, 25-19, 25-11, 19-25, 11-15 |
| 20ª Giornata - 20 febbraio 2022 Palazzetto dello Sport, San Giovanni in Marignano | Adolfo Consolini | 1 - 3 | Hermaea           | 22-25, 16-25, 25-19, 25-27        |
| 21ª Giornata - 27 febbraio 2022 Geopalace, Olbia                                  | Hermaea          | 2 - 3 | Futura Giovani    | 25-15, 20-25, 26-24, 22-25, 20-22 |
| 22ª Giornata - 6 marzo 2022 PalaFontescodella, Macerata                           | Helvia Recina    | 3 - 1 | Hermaea           | 25-16, 20-25, 25-18, 25-19        |

#### Play-off promozione
| Ottavi di finale (gara 1) - 20 marzo 2022 PalaManera, Mondovì | Mondovì | 2 - 3 | Hermaea | 14-25, 25-20, 25-15, 18-25, 5-15 |
| Ottavi di finale (gara 2) - 23 marzo 2022 Geopalace, Olbia    | Hermaea | 0 - 3 | Mondovì | 12-25, 14-25, 17-25              |
| Ottavi di finale (gara 3) - 26 marzo 2022 PalaManera, Mondovì | Mondovì | 3 - 2 | Hermaea | 22-25, 25-20, 25-17, 19-25, 15-8 |

### Coppa Italia di Serie A2
| Ottavi di finale - 12 dicembre 2021 Palazzetto dello Sport, Lignano Sabbiadoro | Talmassons | 3 - 0 | Hermaea | 25-19, 25-20, 25-17 |

## Statistiche

### Statistiche di squadra
| Competizione             | Punti | In casa | In casa | In casa | In trasferta | In trasferta | In trasferta | Totale | Totale | Totale |
| Competizione             | Punti | G       | V       | P       | G            | V            | P            | G      | V      | P      |
| ------------------------ | ----- | ------- | ------- | ------- | ------------ | ------------ | ------------ | ------ | ------ | ------ |
| Serie A2                 | 33    | 11      | 5       | 6       | 12           | 6            | 6            | 23     | 11     | 12     |
| Coppa Italia di Serie A2 | -     | 0       | 0       | 0       | 1            | 0            | 1            | 1      | 0      | 1      |
| Totale                   | -     | 11      | 5       | 6       | 13           | 6            | 7            | 24     | 11     | 13     |

G = partite giocate; V = partite vinte; P = partite perse 

### Statistiche dei giocatori
| Giocatore    | Serie A2 | Serie A2 | Serie A2 | Serie A2 | Serie A2 | Coppa Italia di Serie A2 | Coppa Italia di Serie A2 | Coppa Italia di Serie A2 | Coppa Italia di Serie A2 | Coppa Italia di Serie A2 | Totale | Totale | Totale | Totale | Totale |
| Giocatore    | P        | PT       | AV       | MV       | BV       | P                        | PT                       | AV                       | MV                       | BV                       | P      | PT     | AV     | MV     | BV     |
| ------------ | -------- | -------- | -------- | -------- | -------- | ------------------------ | ------------------------ | ------------------------ | ------------------------ | ------------------------ | ------ | ------ | ------ | ------ | ------ |
| V. Allasia   | 23       | 62       | 28       | 18       | 16       | 1                        | 0                        | 0                        | 0                        | 0                        | 24     | 62     | 28     | 18     | 16     |
| M. Babatunde | 13       | 137      | 72       | 46       | 19       | 1                        | 7                        | 5                        | 1                        | 1                        | 14     | 144    | 77     | 47     | 20     |
| K. Barbazeni | 23       | 165      | 94       | 50       | 21       | 1                        | 3                        | 2                        | 1                        | 0                        | 24     | 168    | 96     | 51     | 21     |
| G. Caforio   | 20       | 0        | 0        | 0        | 0        | 1                        | 0                        | 0                        | 0                        | 0                        | 21     | 0      | 0      | 0      | 0      |
| C. Fezzi     | 7        | 14       | 14       | 0        | 0        | 1                        | 4                        | 3                        | 0                        | 1                        | 8      | 18     | 17     | 0      | 1      |
| S. Formaggio | 23       | 4        | 4        | 0        | 0        | 1                        | 0                        | 0                        | 0                        | 0                        | 24     | 4      | 4      | 0      | 0      |
| C. Gerosa    | 22       | 83       | 69       | 7        | 7        | 1                        | 1                        | 0                        | 0                        | 1                        | 23     | 84     | 69     | 7      | 8      |
| I. Maruotti  | 23       | 250      | 213      | 20       | 17       | 1                        | 4                        | 2                        | 0                        | 0                        | 24     | 254    | 215    | 20     | 17     |
| K. Miilen    | 23       | 276      | 237      | 26       | 13       | 1                        | 7                        | 7                        | 0                        | 0                        | 24     | 283    | 244    | 26     | 13     |
| E. Minarelli | 9        | 3        | 1        | 0        | 2        | 1                        | 0                        | 0                        | 0                        | 0                        | 10     | 3      | 1      | 0      | 2      |
| S. Renieri   | 23       | 387      | 313      | 40       | 34       | 1                        | 10                       | 8                        | 2                        | 0                        | 24     | 397    | 321    | 42     | 34     |
| A. Severin   | 15       | 8        | 5        | 1        | 2        | 1                        | 0                        | 0                        | 0                        | 0                        | 16     | 8      | 5      | 1      | 2      |

P = presenze; PT = punti totali; AV = attacchi vincenti; MV = muri vincenti; BV = battute vincenti